# Philipp Khabo Koepsell
Philipp Khabo Koepsell (* 1980 in Marburg) ist ein deutscher Spoken-Word-Performer, Dramaturg und Herausgeber. Er arbeitet mit verschiedenen künstlerischen Formaten, von Lyrik, Drama, Performance und multimediale Installation und verknüpft akademische und künstlerische Inhalte.

## Leben
Philipp Khabo Koepsell, der deutsch-südafrikanischer Herkunft ist, studierte Englisch und Afrikawissenschaften an der Humboldt-Universität zu Berlin. Seine Spoken-Word-Performances befassen sich mit Afrofuturismus, Identitätsverhandlungen und den Umgang mit Rassismuserfahrungen als dunkelhäutiger Mensch in Deutschland. Er arbeitete als Dramaturg, unter anderem für das Berliner Theater Ballhaus Naunynstraße.

## Werk
Bekannt wurde Philipp Khabo Koepsell durch sein Buch „Die Akte James Knopf: Afrodeutsche Wort- und Streitkunst“, eine zweisprachige Sammlung von Poesie und Rap-Texten, in der er alltägliche Rassismuserfahrungen und den gesellschaftlichen Umgang mit Deutschlands Kolonialgeschichte thematisiert. Seine Texte trägt er in Deutschland und im englischsprachigen Ausland auf Literaturfestivals und akademischen Tagungen und Kongressen vor. 
2011 tourte er durch Südafrika und trat unter anderem beim Goethe-Institut Johannesburg, an der Witwatersrand-Universität, an der Universität Stellenbosch und an der Deutschen Schule Kapstadt auf. Er war zwischen 2012 und 2014 mehrmals Teilnehmender des Festivals afrikanischer und afrikanisch-diasporischer Literaturen der Bayreuth International Graduate School of African Studies. Als Kulturschaffender und Aktivist zeichnete er sich durch seine offene Kritik an Brett Baileys Installation Exhibition B aus und warf Bailey die Reproduktion rassistischer Klischees vor.
Zusammen mit Asoka Esuruoso veröffentlichte er die englischsprachige Anthologie „Arriving in the Future: Stories of Home and Exile“, in der Poesie und Kurzgeschichten von 26 afrodeutschen Autorinnen und Autoren präsentiert werden, die Deutschland als permanenten oder temporären Lebensmittelpunkt betrachten. Die Veröffentlichung des Buches „Arriving in the Future“ wurde begleitet von der gleichnamigen Veranstaltungsreihe am Berliner Theater Ballhaus Naunynstraße.
Philipp Khabo Koepsell war Dramaturg für die Aufführungen verschiedener Theaterstücke und Performances, unter anderem „Performing Back“ von Simone Dede Ayivi und „Jung, giftig und Schwarz“ von Amina Eisner und Thandi Sebe. Er war Dramaturgieaisstent für Idil Üners Theaterstück „Süpermänner“.
Geschrieben hat Philipp Khabo Koepsell unter anderem für das Berliner Theaterkollektiv „meet MIMOSA“.
Im Frühjahr 2015 kuratierte er das Netzwerktreffen Erste Indaba Schwarzer Kulturschaffender in Deutschland im Ballhaus Naunynstraße. Die gleichnamige Publikation, eine Dokumentation des Netzwerktreffens, wurde im September 2015 veröffentlicht.
Im Jahr 2015 veröffentlichte er das Buch „The Afropean Contemporary: Literatur- und Gesellschaftsmagazin“, eine Anthologie, die er als afrofuturistisches Literaturmagazin beschreibt.
Im Rahmen der Ausstellung FAVT - Future Africa Visions in Time am Iwalewahaus Bayreuth zeigte er im November 2015, zusammen mit der Anglistin und Afrikawissenschaftlerin Susan Arndt und dem Künstler Paul D. Miller, die Installation Beyond Wagner’s Futures, die sich mit Richard Wagners Einfluss auf die deutsche Kolonialgeschichte beschäftigt.

## Publikationen

### Printpublikationen
- Erste Indaba Schwarzer Kulturschaffender in Deutschland: Protokolle, epubli GmbH, Berlin 2015, ISBN 978-3-7375-6012-2
- The Afropean Contemporary: Literatur- und Gesellschaftsmagazin, epubli GmbH, Berlin 2015, ISBN 978-3-8442-8326-6
- Arriving in the Future: Stories of Home and Exile, epubli GmbH, Berlin 2014, ISBN 978-3-8442-9210-7 (gemeinsam mit Asoka Esuruoso)
- Afro Shop, epubli GmbH, Berlin 2014, ISBN 978-3-8442-8013-5
- Die Akte James Knopf: Afrodeutsche Wort- und Streitkunst, Unrast-Verlag, Münster 2010, ISBN 978-3-89771-601-8

### Tonträger
- 2014: Word of Mouth, UPC: 3610155694954
- 2013: Lilac and Rapeseed (mit der Band New Night Babies), UPC: 888174548494
- 2009: Of Brickwalls and Breezeways (mit der Band New Night Babies), UPC: 88450223785

Beiträge in Anthologien
- Afrofictional in[ter]ventions: Revisiting the BIGSAS Festival of African (-Diasporic) Literatures, Bayreuth 2011 - 2013, Edition Assemblage, Münster 2014, ISBN 978-3-942885-67-6 von Susan Arndt und Nadja Ofuatey-Alazard (Hg.)
- The Little Book of Big Visions: How to be an Artist and revolutionize the World, Edition Assemblage, Münster 2012, ISBN 978-3-942885-31-7 von Sharon Otoo und Sandrine Micossé-Aikins (Hg.)
- Wie Rassismus aus Wörtern spricht: (K)erben des Kolonialismus im Wissensarchiv deutscher Sprache, Unrast-Verlag, Münster 2011, ISBN 978-3-89771-501-1 von Susan Arndt und Nadja Ofuatey-Alazard (Hg.)